# 约翰·库里扬
约翰·库里扬（英語：John Kuriyan，1960年—），美国生物化学家，加州大学伯克利分校教授，霍华德·休斯医学研究所研究员，美国国家科学院院士。库里扬在宾夕法尼亚州朱尼亚塔学院化学理学士学位，之后于麻省理工学院在马丁·卡普拉斯、格雷戈里·佩茨科指导下获博士学位。他在哈佛大学在卡普拉斯指导下做了一年博士后研究，之后成为洛克菲勒大学助理教授。
库里扬的实验室研究细胞信号转导并进行DNA复制的酶和其他蛋白质的结构和机制。该实验室主要使用X射线结晶学确定3D蛋白结构，并用生化、生物物理和计算机技术来阐明这些蛋白质所使用的机制。1998年获埃利·利利生物化学奖.